# October Noir
October Noir — американський готик і дум-метал гурт, створений у 2016 році.

## Історія
October Noir був заснований Томом Ноаром у кінці 2016 року. 19 жовтня 2017 року гурт випустив перший дебютний альбом під назвою The Haunting and the Powerful. У 2018 році гурт випустив два сингли з каверами Pictures of Matchstick Men (RIPeter), трек Status Quo/Type O Negative 14 квітня 2018 року та Lips Like Sugar, кавер на Echo & the Bunnymen 5 липня 2018 року.
1 жовтня 2019 року вийшов другий альбом Thirteen, після чого до гурту приєдналися гітарист Дуг Лейн і клавішник Джастін Томпсон.14 січня 2020 року було випущено кавер-версію пісні Кріса Айзека Wicked Game. У 2020 році вийшли два сингли: кавер-версія пісні Race War гурту Carnivore і Cry Little Sister, кавер-версія пісні Джерарда Макмехона.
14 квітня 2021 року був випущений кавер Love You to Death гурту Type O Negative, приурочена до 11-ї річниці смерті Пітера Стіла. Наприкінці червня 2021 року клавішник Джастін Томпсон покинув гурт з особистих причин. October Noir випустили свій третій альбом Fate, Wine, & Wisteria 22 вересня 2021 року. За місяць до цього один із їхніх треків, Windows, був випущений як сингл.
30 березня 2022 року October Noir випустив пісню Crimson and Clover, кавер на Tommy James and The Shondells.  22 вересня 2023 року October Noir випустив свій четвертий альбом Letters to Existence.

## Стиль
На звучання гурту сильно вплинули піонери готичного металу Type O Negative, від яких вони також черпають значну частину свого естетичного та ліричного натхнення, а також інші гурти, такі як The Cure, Def Leppard, My Dying Bride, Tool і The Cult .

## Члени

### Поточні учасники
- Tom Noir — бас-гітара, вокал (2016 — сьогодні)
- Doug Lane – гітари (2019 — 2022), клавішні (2022 — сьогодні)
- Tyler Fleming — барабани (2021 — сьогодні)
- Trey Ozinga — гітари (2022 — сьогодні)

### Колишні учасники
- Troy Lambert — гітари (2017 — 2019)
- Jaxxx Daniel – клавішні (2017 — 2019)
- Justin Thompson — клавішні (2019 — 2021)
- Daniel «Stickz» Bryant — барабани (2017 — 2021)

## Дискографія

### Студійні альбоми
- The Haunting and the Powerful (2017)
- Thirteen (2019)
- Fate, Wine, & Wisteria (2021)
- The Haunting and the Powerful (Remaster) (2022)
- Letters to Existence (2023)

### Сингли
- "Pictures of Matchstick Men (RIPeter)" (2018)
- "Lips Like Sugar" (2018)
- "Wicked Game" (2020)
- "Race War" (2020)
- "Cry Little Sister" (2020)
- "Love You to Death" (2021)
- "Windows" (2021)
- "Crimson and Clover" (2022)
- "Nights In White Satin" (2022)
- "Endless Lonely" (2022)
- "Forever Haunt" (2023)